# پل کروکشنک
پل کروکشنک (انگلیسی: Paul Cruickshank؛ زادهٔ ۱۸ ژانویهٔ ۱۹۶۰) بازیکن فوتبال اهل بریتانیا است.
از باشگاه‌هایی که در آن بازی کرده‌است می‌توان به باشگاه فوتبال بلکپول، باشگاه فوتبال بری، و باشگاه فوتبال آلترینچام اشاره کرد.